# Trichalophus
Trichalophus är ett släkte av skalbaggar. Trichalophus ingår i familjen vivlar.

## Dottertaxa tillTrichalophus, i alfabetisk ordning[1]
- Trichalophus aequalis
- Trichalophus alternatus
- Trichalophus arcuatus
- Trichalophus bistriola
- Trichalophus brevilineatus
- Trichalophus brunneus
- Trichalophus compactus
- Trichalophus compressicauda
- Trichalophus connexus
- Trichalophus constrictus
- Trichalophus ferganensis
- Trichalophus foveirostris
- Trichalophus gibbulosus
- Trichalophus globicollis
- Trichalophus incarinatus
- Trichalophus inermis
- Trichalophus interruptus
- Trichalophus juldusanus
- Trichalophus latefasciatus
- Trichalophus lineatomaculatus
- Trichalophus marmoratus
- Trichalophus multivittatus
- Trichalophus nigrofemoralis
- Trichalophus ocularis
- Trichalophus plagiatus
- Trichalophus planirostris
- Trichalophus pubifer
- Trichalophus quadrifasciatus
- Trichalophus quadripunctatus
- Trichalophus regularis
- Trichalophus rubripes
- Trichalophus sexmaculatus
- Trichalophus simplex
- Trichalophus stefanssoni
- Trichalophus striola
- Trichalophus subarrogans
- Trichalophus tibialis
- Trichalophus tomentosus
- Trichalophus uniformis
- Trichalophus urbanus
- Trichalophus vittatoides